# Johan van der Does
Johan van der Does (ur. 12 września 1694, zm. 1 grudnia 1749) – holenderski polityk.
Był radcą Wysokiej Rady Republiki Zjednoczonych Prowincji  w 1746 mianowany Skarbnikiem Generalnym Republiki (thesaurier-generaal). Stanowisko to utrzymywał do śmierci w 1749.